# 第七次成都戰鬥 (北洋政府時期)
成都戰鬥發生於1926年5月2日，地點則是在中國川西。是北洋政府時期內戰之一，交戰兩方為四川邊防軍及鄧錫候率領的舊川軍。